# Centrostachys schinzii
Centrostachys schinzii är en amarantväxtart som beskrevs av Paul Carpenter Standley. Centrostachys schinzii ingår i släktet Centrostachys och familjen amarantväxter. Inga underarter finns listade i Catalogue of Life.